# 하토리역
하토리역(일본어: 羽鳥駅, はとりえき)은 일본 이바라키현 오미타마시에 있는 동일본 여객철도의 철도역이다.

## 역 구조
2면 3선 형태의 지상역이다. 상하행 특급 열차를 위한 대피가 이루어진다.

### 승강장
| 1 | ■ 조반선 | 도모베 · 미토 · 다카하기 · 이와키 방면                                    |
| 2 | ■ 조반선 | (하행) 도모베 · 미토 · 다카하기 · 이와키 방면 (특급 대피선)               |
| 2 | ■ 조반선 | (상행) 쓰치우라 · 마쓰도 · 우에노 · 도쿄 · 시나가와 방면 (우에노도쿄라인) |
| 3 | ■ 조반선 | 쓰치우라 · 마쓰도 · 우에노 · 도쿄 · 시나가와 방면 (우에노도쿄라인)        |

## 역사
- 1895년 12월 1일 - 일본 철도의 역으로서 개업.
- 1906년 11월 1일 - 국유화에 따라 국유철도의 소속이 되었다.
- 1987년 4월 1일 - 민영화에 따라 동일본 여객철도의 소속이 되었다.
- 2001년 11월 18일 - 스이카의 사용이 개시되었다.

## 인접역
| 동일본 여객철도        | 동일본 여객철도 | 동일본 여객철도      |
| ---------------------- | --------------- | -------------------- |
| 이시오카 시나가와 방면 | ■조반선         | 이와마 다카하기 방면 |